# A legnagyobb dobás
A legnagyobb dobás (eredeti cím: Pitch) 2016-os amerikai televíziós sorozat. A műsor alkotója Dan Fogelman és Rick Singer volt. A sorozat műfaja sport, egy évad készült belőle, amely 10 részből áll. A műsor játékideje 60 perc részenként. A főszerepben Kylie Bunbury látható.

## Cselekmény
A sorozat a baseballról szól. Ginny Bakert szerződtette a San Diegó-i baseballcsapat, ő lett az amerikai baseball liga első női játékosa.

## Szereplők
- Kylie Bunbury - Ginny Baker
- Ali Larter - Amelia Slater
- Dan Lauria - Al Luongo
- Mark-Paul Gosselaar - Mike Lawson
- Tim Jo - Eliot
- Mark Consuelos - Oscar Arguella
- Dick Enberg -  Dick Enberg
- Mo McRae - Blip Sanders
- Jack McGee - Buck Garland
- Meagan Holder - Evelyn Sanders[6]